# Club Social y Cultural Deportivo Laferrere
O Club Social y Cultural Deportivo Laferrere é um clube de futebol argentino, fundado em 9 de julho de 1956. Sua sede está localizada no distrito homônimo que faz parte do partido (município) de La Matanza, na província de Buenos Aires. Atualmente participa da Primera B Metropolitana, a terceira divisão regionalizada do futebol argentino para as equipes diretamente afiliadas à Associação do Futebol Argentino (AFA), entidade máxima do futebol na Argentina. Seu estádio de futebol é o Ciudad de Laferrere situado no coração da cidade de Gregorio de Laferrere, no cruzamento das ruas Rodney e Magnasco e conta com capacidade aproximada para 13.000 espectadores.

## História

### Origens do clube (1956–1977)
Em 9 de julho de 1956, nascia no coração do partido de La Matanza, o Club Social, Cultural y Deportivo Laferrere. A ideia era formar um clube onde todas as famílias poderiam se reunir, não apenas para a práticas de esportes, mas também um espaço para desenvolvimento social e cultural. No futebol, antes de seu ingresso na Associação do Futebol Argentino (AFA), o Verde foi campeão da Liga Laferrerense em 1962, 1965 e 1975.

### A.F.A. e Campeonato Argentino de Futebol (1978–)
O clube afilia-se à Associação do Futebol Argentino (AFA) em 1978 e adota uma nova denominação Club Social y Cultural Deportivo Laferrere. Seu estreia nos campeonatos da AFA em 11 de março do mesmo ano numa partida pela Primera División D contra o Victoriano Arenas. Em 1986, por conta da reestruturação dos torneios da AFA, ganhou uma vaga para a Primera División C, a quinta divisão regionalizada da AFA. E já na temporada de 1986–87, o Deportivo conquista a Primera División C, a quarta divisão regionalizada da AFA, e consegue o tão sonhado acesso para a Primera División B, a terceira divisão regionalizada da AFA. Duas temporadas mais tarde, o clube venceu o Torneo Reducido da Primera División B de 1989–90 e subiu para a Primera B Nacional, a segunda divisão do futebol argentino. Na temporada da Primera B Nacional de 1994–95, a Lafe pela primeira vez em sua história é rebaixada. Um segundo rebaixamento ocorre na temporada de 1998–99 da Primera División B. 
Para apagar da mente do torcedor os dois rebaixamentos recentes, a Lafe conquista a Primera División C de 2001–02 e sobe novamente para a Primera División B. Só que nem tudo são flores e na edição de 2005–06 da Primera División B o clube amarga seu terceiro rebaixamento.

## Temporadas no Campeonato Argentino

### Por campeonato
- Primera División: 0
- Primera B Nacional: 5 (1990–91 a 1994–95)
- Primera B: 11 (1987–88 a 1989–90, 1995–96 a 1998–99 e 2002–03 a 2005–06)
- Primera C: 16 (1986–87, 1999–00 a 2001–02 e 2006–07 até hoje)
- Primera D: 9 (1978 a 1986)

### Por divisão
- Temporadas na Segunda Divsão: 5
- Temporadas na Terceira Divsão: 11
- Temporadas na Quarta Divsão: 25

## Títulos

### Torneios nacionais
- Primera C (2): 1986–87 e 2001–02

### Outras conquistas
- Acesso à Primera B Nacional como campeão do Torneo Reducido, Zona Noroeste (1): 1989–90
- Acesso à Primera C por conta de reestruturação (1): 1985–86